# Georges Falkenberg
Georges Falkenberg (Parijs, 20 september 1854 - aldaar, 10 januari 1940) was een Frans componist, pianist en muziekpedagoog.

## Leven
Hijzelf behoort tot de categorie vergeten musici, daartegenover staat dat hij een wereldberoemde leerling heeft. Falkenberg gaf les aan het Conservatorium van Parijs en had in die hoedanigheid als leerling Olivier Messiaen, maar die zag meer in componeren, dan een beroep als concertpianist. Andere leerlingen van hem waren Daniel Ericourt, Claude Delvincourt en Eliane Richepin. Zelf kreeg hij lessen van Alexandre Guilmant, Jules Massenet en Georges Mathias, een van de leerlingen van Frédéric Chopin.
Een aantal componisten droegen werken aan hem op:
- Édouard Chavagnat: Soirée printaniere, opus 227
- Benjamin Godard:  Avant le départ uit zijn Douze nouvelles études artistiques, opus 107
- Alexandre Guilmant: Idylle pour piano (1871, opus 38)  (A son élève Georges Falkenberg)

## Werklijst

### Met opusnummer
- opus 14: Hyme funèbre, voor piano, Heugel
- opus 15: La forêt, choeur pour deux voix de femmes, poésie de Edouard Guinand
- opus 16: Nuit d’été, nocturne voor piano, Durand
- opus 18: Colombine, poésie de Edouard Guinand, Denis
- opus 19: Danse oriëntale, voor piano, Durand
- opus 20: Edtude en octaves, Leduc
- opus 21: Reve, voor piano, Duanr
- opus 22: Impression matinale, esquisse voor piano, Durand
- opus 24: Idylle appassionata, voor piano, Durand
- opus 25: Eilienne, voor piano, Durand
- opus 26: Vision, voor piano, L. Grus (ook versie voor cello en piano, viool en piano)
- opus 27: En avril, pastorale voor piano, Durand
- opus 29: Caprice pour violoncelle avec accompagnement de piano, Durand
- opus 30: Sur le lac, barcarolle, voor piano, Durand
- opus 31: Sonnet, page d’album voor piano, Durand
- opus 32: Danse des esprits, voor piano, Durand
- opus 33: Caprice-impromptu voor piano, Leduc
- opus 36: Eglogne, voor piano, Leduc
- opus 40: Sur la mer beleue, barcarolle, piano, Leduc
- opus 43: Arabesque voor piano, L. Grus

### Zonder opusnummer
- En gondole, romance sans paroles, voor piano (Warmuth. Opgedragen aan Magdeleine Godard); ook versie voor viool en piano
- Souvenir d’enfance, melodie voor piano (kende een uitgave in Noorwegen via Warmuth)
- Six etudes-exercices pour le piano (1887)
- Crépuscule, Mélodie, Poésie de Victor Hugo (Alphonse Leduc)
- Chanson d’avril, lied op tekst van Louis Bouilhet (O’Kelly & Kauss, 1881)
- Le papillon, lied op tekst van Alphonse de Lamartine (Enoch, 1903)
- Berceuse, G.Falkoubarg) (Leduc, 1910)
- Chanson du temps passé! (Duo ou choeur en canan pour deux voix égales avec accompagnement de piano, poésie du 16e siecle) (Durand, 1901)
- Enfant, si j’étais roi, lied op tekst van Victor Hugo, Leon Grus), opgedragen aan zangeres Della Rogers
- Ave Maria
- Conte pour piano
- Humoresque, voor piano, L. Grus
- pieces romantique, L. Grus
- Repris l’hiver, Denis
- Scherzando, voor piano, Heugel
- Ou donc es-tu partie? Mélodie pour une voix, poésie de Louis Bouilhet, Hamelle
- Boekwerk: Heruitgave alle pianomuziek van Felix Mendelssohn Bartholdy over vijf banden
- Boekwerk: Les pédales du piano, over gebruik van pedalen aan de hand van andermans composities

- Bibsys: 14040676
- Bibliothèque nationale de France: cb148490739 (data)
- Gemeinsame Normdatei: 1023821338
- International Standard Name Identifier: 0000 0000 0341 0604
- Base Léonore: 19800035/140/17755
- MusicBrainz: 147ebf37-f861-4709-b26c-5bd6f0024a1b
- Nationale Bibliotheek van Tsjechië: xx0159224
- Système universitaire de documentation: 184101034
- Virtual International Authority File: 39645362
- WorldCat: E39PBJc3PgX4HGkMKQghMBbWXd